# Gare de Laval
Cet article concerne la gare française. Pour les gares canadiennes, voir Catégorie:Gare à Laval (Québec). Pour la gare vosgienne, voir Gare de Laval (Vosges).
Cet article possède un paronyme, voir Gare de Laval-de-Cère.
La gare de Laval est une gare ferroviaire française de la ligne de Paris-Montparnasse à Brest, située à proximité du centre-ville de Laval, dans le département de la Mayenne en région Pays de la Loire. Elle est en bordure nord du centre-ville, sur la rive gauche de la Mayenne. Ouverte sur le sud, elle tourne le dos au quartier des Pommeraies, construit au nord de la voie ferrée. Elle est reliée à la vieille ville par l'avenue Robert-Buron, qui permet notamment de gagner la rue de la Paix, l'un des principaux axes commerçants du centre. Le château de Laval est distant d'environ un kilomètre.
Elle est mise en service en 1855. Après sa destruction par des bombardements lors de la Seconde Guerre mondiale, elle est reconstruite en 1956.
C'est une gare de la Société nationale des chemins de fer français (SNCF), desservie par des TGV inOui et Ouigo, le service Ouigo Train Classique, et par des trains express régionaux TER Pays de la Loire et TER Bretagne.

## Situation ferroviaire
Établie à 70 m d'altitude, la gare de Laval est située au point kilométrique (PK) 300,121 de la ligne de Paris-Montparnasse à Brest, entre les gares ouvertes de Montsûrs et du Genest. En direction de Montsûrs, s'intercalent les gares fermées de Louverné et de La Chapelle-Anthenaise. Nœud ferroviaire, la gare est l'origine de la ligne de Laval à Gennes - Longuefuye et de l'ancienne ligne de Laval à Pouancé. Elle se trouve à mi-distance entre Rennes et Le Mans mais également à mi-distance entre Brest et Paris.

## Histoire
La gare de Laval est mise en service en 1855 lors de l'ouverture de l'exploitation de la ligne de Paris-Montparnasse à Brest. Elle est inaugurée les 14 et 15 août 1855.

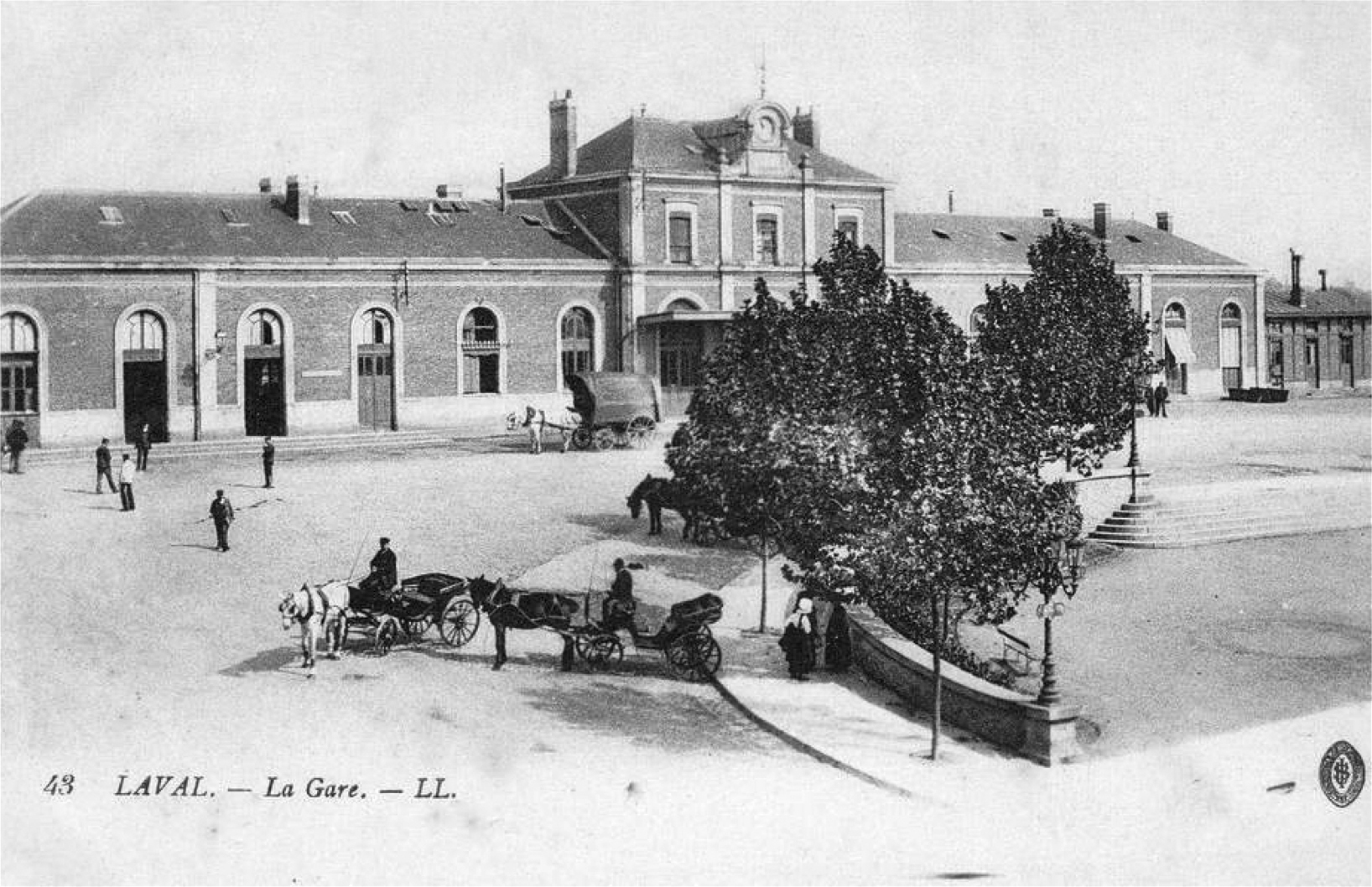
Le bâtiment voyageurs et la cour de la gare vers 1900.

Le bâtiment voyageurs est typique de celui des gares de petites villes françaises. Il est composé d'un corps principal à un étage surmonté d'une horloge ainsi que deux ailes latérales de plain-pied. L'architecte, Hardon, a fait construire l'ensemble en moellon et l'a agrémenté de chaînes d'angle, de pilastres et de bandeaux en pierre de taille de calcaire. Les baies sont pour la plupart en arcs en plein-cintre.
Le passage de la voie ferrée à Laval a par ailleurs nécessité la construction d'un viaduc traversant la Mayenne. Situé à l'ouest de la gare, ce viaduc, haut de 25 mètres, a été achevé en 1856.
Au cours de la deuxième moitié du XIXe siècle, plusieurs lignes sont construites à partir de la gare de Laval, comme celles reliant la ville à Mayenne puis Caen, à Gennes-Longuefuye, à Pouancé, etc. Ces lignes ont toutes été fermées au cours des années 1930 ou 1950 ; seule subsiste la ligne de Paris-Montparnasse à Brest.
De 1900 à 1938, Laval a compté une deuxième gare, servant aux Chemins de fer départementaux de la Mayenne, qui était située au terminus de la ligne Laval-Landivy. Elle se trouvait à proximité de la gare principale, sur l'avenue Robert-Buron, et sert aujourd'hui d'Office de tourisme du Pays de Laval.
De juin 1944 jusqu'à la libération de Laval le 6 août 1944, la ville est bombardée à plusieurs reprises par les Alliés. La gare est en grande partie détruite, tandis que le viaduc sur la Mayenne est coupé en deux. La gare est reconstruite de mai 1955 à novembre 1956, dans un style proche de celui de l'édifice de 1855. Il en reprend la silhouette originelle avec un corps central entouré de deux ailes basses. Ces ailes sont par ailleurs prolongées par deux bâtiments à deux niveaux. Les ouvertures du bâtiment central reprennent les arcs en plein-cintre qui caractérisaient la première gare. Il est aussi surmonté d'un fronton et d'une horloge.
La voie ferrée entre Rennes et Le Mans est électrifiée en 1965 et le TGV arrive à Laval en 1989 , après la construction de la LGV Atlantique.
La gare est rénovée une première fois en 1985, puis en 2007, un nouveau parvis ainsi qu'un parking souterrain sont inaugurés.
La LGV Bretagne-Pays de la Loire, en projet depuis 2007, est ouverte à la circulation en juillet 2017. Elle prolonge la LGV Atlantique du Mans jusqu'à Rennes. Elle contourne la ville de Laval par le nord, et des raccordements avec la ligne classique de Paris-Montparnasse à Brest, près de Louverné et Saint-Berthevin, permettent aux TGV de s'arrêter en gare de Laval. La ville n'est, depuis, plus qu'à 1 h 10 de Paris et à 24 minutes de Rennes et du Mans.
À l'occasion de la construction de cette nouvelle ligne, le hall et les façades de la gare sont modernisés en 2016 pour accompagner son ouverture. Une nouvelle passerelle reliant le parvis de la gare au quartier des Pommeraies et permettant l'accès aux différents quais est ouverte en décembre 2017. En mai 2018, c'est la nouvelle gare routière qui est ouverte, en remplacement de celle située auparavant en centre-ville de Laval.

## Fréquentation
De 2015 à 2022, selon les estimations de la SNCF, la fréquentation annuelle de la gare s'élève aux nombres indiqués dans le tableau ci-dessous.
| Année                      | 2015      | 2016      | 2017      | 2018      | 2019      | 2020      | 2021      | 2022      | 2023      |
| -------------------------- | --------- | --------- | --------- | --------- | --------- | --------- | --------- | --------- | --------- |
| Voyageurs                  | 1 248 381 | 1 250 032 | 1 318 250 | 1 340 455 | 1 381 878 | 830 231   | 1 117 818 | 1 476 306 | 1 585 924 |
| Voyageurs et non voyageurs | 1 664 147 | 1 666 349 | 1 757 286 | 1 786 886 | 1 842 106 | 1 106 735 | 1 490 102 | 1 967 982 | 2 114 108 |

## Service des voyageurs

### Accueil

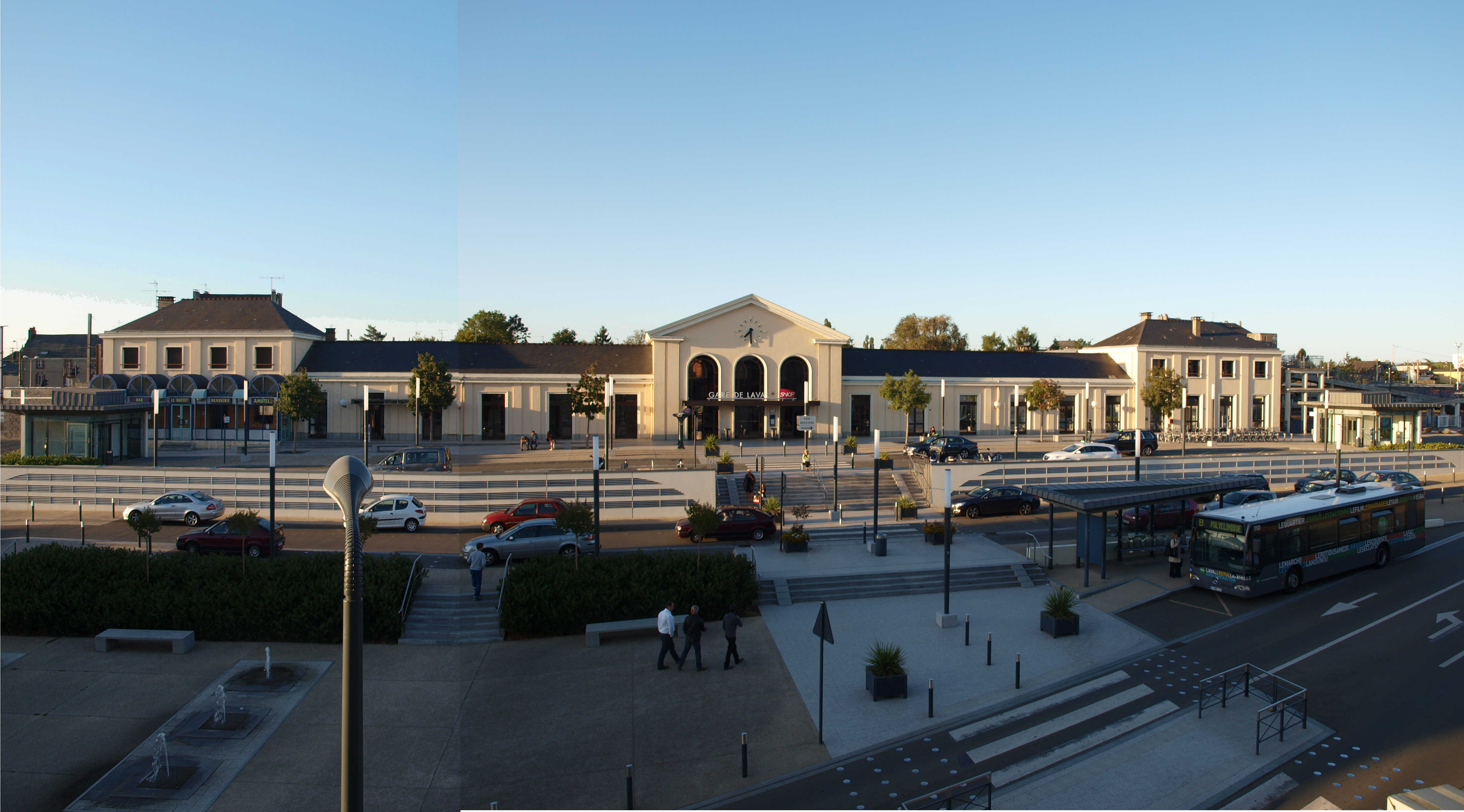
Vue panoramique du bâtiment voyageurs.

Gare SNCF, elle dispose d'un bâtiment voyageurs, avec un guichet ouvert tous les jours. Elle est équipée d'automates pour l'achat des titres de transport. C'est une « Gare Accès Plus » avec des aménagements pour faciliter l'accessibilité des personnes à mobilité réduite.
La gare de Laval possède quatre voies à quai.

### Desserte

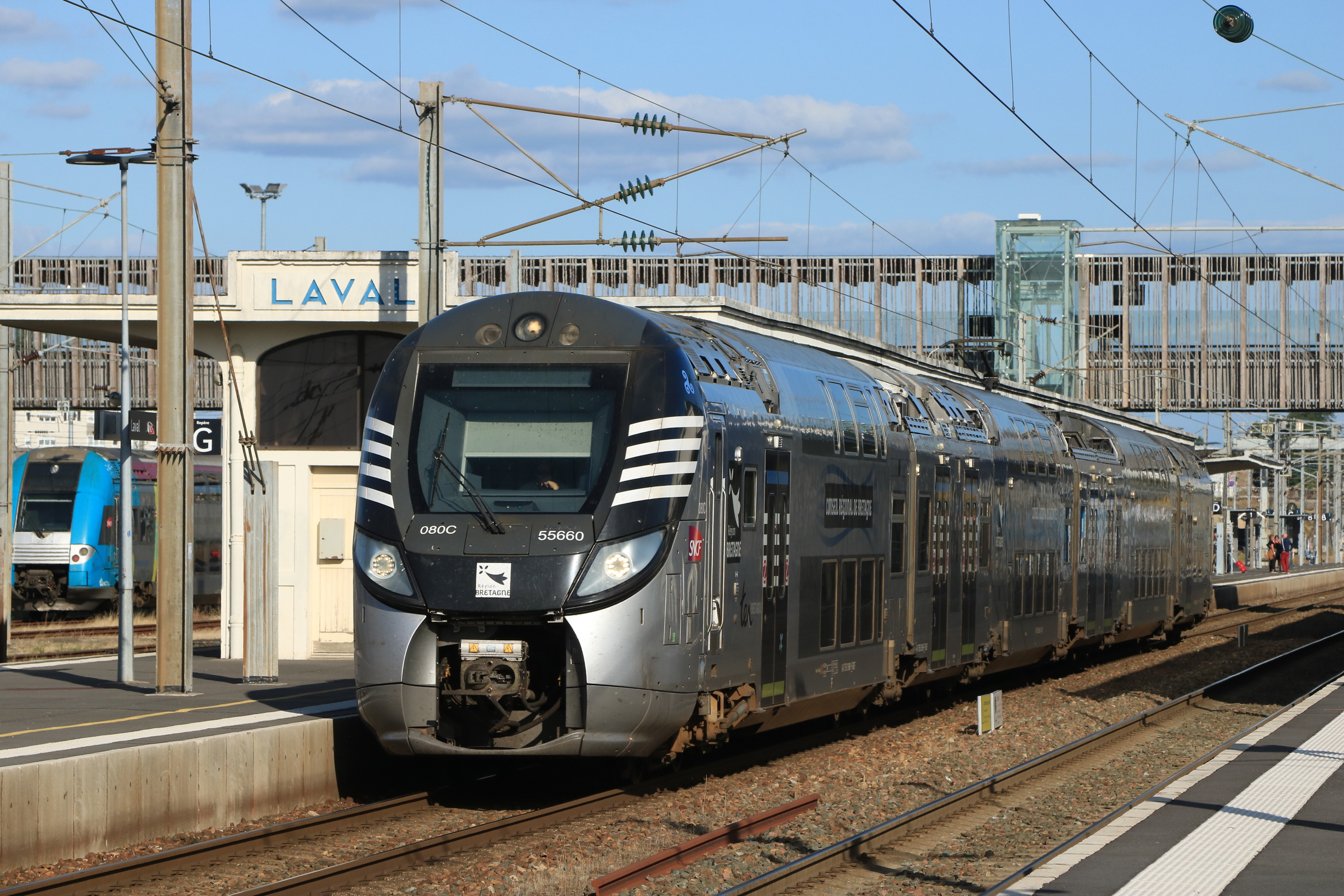
Un Regio 2N en gare, part pour Rennes.

Laval est une gare de grandes lignes desservie par des TGV, effectuant des relations entre Paris-Montparnasse et Rennes (dont Ouigo), Saint-Malo, Marseille-Saint-Charles ou Montpellier-Saint-Roch, ainsi qu'entre Rennes et Lille-Europe ou Lille-Flandres, mais également par le service Ouigo Train Classique entre Paris-Austerlitz et Rennes.
C'est également une gare régionale desservie par des trains express régionaux du réseau TER Pays de la Loire circulant entre Le Mans et Rennes via Vitré. Ils desservent plusieurs gares mayennaises, comme Évron, Le Genest, Montsûrs, Port-Brillet, Saint-Pierre-la-Cour ou Louverné.

### Intermodalité
Les voyageurs qui habitent l'agglomération de Laval peuvent se rendre à la gare de Laval en empruntant les bus des Transports urbains lavallois (TUL). Les lignes qui desservent la gare sont les lignes B, E, H, K et CITYTUL. Une station de taxis se trouve devant la gare. Ils peuvent également utiliser le Vélitul, qui est le service de vélos en libre service de Laval. Un parc pour les vélos et un parking pour les véhicules y sont aménagés.
La gare routière, ouverte en mai 2018, sert aux Transports urbains lavallois ainsi qu'au réseau régional Aléop. Elle est également desservie par les lignes BlaBlaCar Bus et FlixBus entre Paris et la Bretagne. Des places de rechargement pour véhicules électriques et une offre d'auto-partage sont également prévues.

## Projet et travaux
À l'occasion de la création de la LGV Bretagne-Pays de la Loire, la gare et ses abords doivent être réaménagés. Le projet, adopté en 2012, prévoit notamment le remplacement de la passerelle qui traverse les voies et qui permet de rejoindre le quartier des Pommeraies, la construction d'une gare routière et la rénovation du bâtiment voyageurs. Les travaux devaient s'achever en 2015. Ils sont estimés à quatre millions d'euros, dont 800 000 euros pour la municipalité. Toutefois, la décision de RFF, annoncée en février 2015, de repousser de deux ans les travaux de réaménagement indiquent que les travaux de la nouvelle passerelle ne seront pas terminés avant 2017. Les travaux de la nouvelle passerelle se terminent finalement en décembre 2017 et ceux de la nouvelle gare routière en mai 2018.
À partir de 2018, les abords de la gare sont redessinés et de nouveaux bâtiments sont construits dans le cadre de la création de la ZAC « Laval Grande Vitesse ». Ils encadrent le parvis de la gare et se développent au sud des voies ferrées.